# Model United Nations

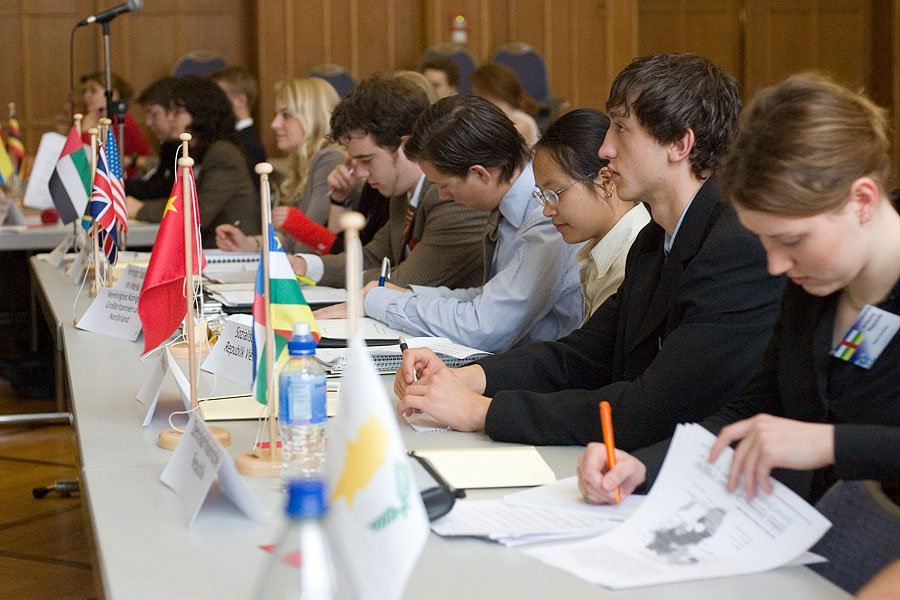
Uczestnicy konferencji MUNBW w Stuttgarcie w 2006 roku

Model United Nations (ang. Model ONZ), zwany także MUN, Model UN – studencka inicjatywa polegająca na wielotematycznej edukacji obywatelskiej poprzez symulację obrad Organizacji Narodów Zjednoczonych (ang. United Nations).

## Przebieg
W Model United Nations udział bierze zazwyczaj młodzież w wieku 16-21 lat oraz studenci, często uczestnicy pochodzą z różnych krajów.
W trakcie kilkudniowego zlotu, przebiegającego w postaci codziennych wielogodzinnych obrad odbywających się w całości w języku angielskim, uczestnicy wcielają się w delegatów reprezentujących przydzielone im przez organizatorów kraje (obowiązuje jednak zakaz przedstawicielstwa własnego kraju). Delegaci pracują w grupach roboczych, m.in. komitetach (ang. Committee), komisjach (ang. Commission) i radach (ang. Council), będących odwzorowaniem struktury ONZ. Symulację w formie moderowanej debaty formalnej prowadzi chair (chairperson, chairman), director lub president, często wraz ze swoim zastępcą (ang. deputy). Podczas symulacji uczestników obowiązują procedury ONZ, a także strój formalny lub strój narodowy reprezentowanego kraju.
Przed symulacją, zapoznawszy się z oficjalnymi dokumentami ONZ i reprezentowanego kraju, uczestnicy przygotowują raport zawierający stanowisko reprezentowanego kraju w odniesieniu do tematu symulacji. W trakcie przygotowań i obrad uczestnicy zapoznają się z globalnymi problemami nękającymi współczesny świat; popularnymi tematami są m.in. problemy światowego głodu, braków w edukacji, terroryzmu, klęsk żywiołowych itp.
Podczas konferencji grupy uczestników przygotowują własne rezolucje, których treść jest następnie przedmiotem dyskusji. Celem delegatów jest utrzymanie i obrona postulatów reprezentowanego państwa, a także zachęcenie przedstawicieli innych krajów do zamieszczenia części tych postulatów w rezolucji kończącej obrady. 
Popularnym elementem Model United Nations jest przygotowywanie przez organizatorów niespodziewanego kryzysu (ang Crisis) poprzez podanie do wiadomości fikcyjnych (lub prawdziwych) informacji na temat wydarzeń towarzyszących danym obradom. Kryzys zmusza uczestników do nieszablonowego myślenia w celu zajęcia się dodatkowym tematem (np. obrady na temat "przemocy w rodzinie" zostają przerywane wiadomościami o "klęsce w Tajlandii"), co sprawia, że młodzi dyplomaci muszą wykazać się swoimi umiejętnościami i bystrością umysłu podczas niezaplanowanych sytuacji. 
Obradom zazwyczaj towarzyszy konkurs na najlepszego mówcę, najlepszą reprezentację dyplomatyczną, najlepszą rezolucję i czasami na najlepszy strój ludowy.
Pierwsza edycja odbywającego się co roku w innym miejscu świata Harvard World Model United Nations, jednego z największych modeli ONZ, odbyła się w 1992 roku w Międzyzdrojach.

## Model United Nations w Polsce
Najstarszym polskim modelem ONZ jest Polish Model United Nations (POLMUN) organizowany w Gorzowie Wielkopolskim w latach 1992-2011 przez II Liceum Ogólnokształcące im. Marii Skłodowskiej-Curie i wznowiony w Warszawie w 2015 roku jako konferencja Academic Polish Model United Nations (POLMUN Warsaw) przez studentów czterech warszawskich uczelni: Szkoły Głównej Handlowej w Warszawie, Uniwersytetu Warszawskiego, Uniwersytetu SWPS oraz Akademii Leona Koźmińskiego, we współpracy ze Stowarzyszeniem Narodów Zjednoczonych w Polsce, a od 2017 roku ze Stowarzyszeniem Institute of Diplomacy.
W Polsce odbywa się co roku kilkanaście konferencji Model United Nations przeznaczonych dla uczniów liceów - w Warszawie od 2007 roku odbywa się największa konferencja w Polsce, Warsaw Model United Nations (WawMUN), organizowana m.in. przez uczniów II Liceum Ogólnokształcące z Oddziałami Dwujęzycznymi im. Stefana Batorego. Od 2011 roku w Gdyni odbywa się konferencja Tricity Model United Nations (TriMUN od Trójmiasto), którą organizują uczniowie III Liceum Ogólnokształcącego im. Marynarki Wojennej RP. Pozostałe konferencje odbywają się między innymi we Wrocławiu, Katowicach, Krakowie, Poznaniu, Łodzi, Toruniu i Szczecinie.